# Giardino alpino Paradisia
Giardino alpino Paradisia (fr. Jardin botanique alpin Paradisia) – ogród botaniczny w Valnontey (Cogne) w Dolinie Aosty będący częścią Parku Narodowego Gran Paradiso.
Ogród założony został w roku 1955 w celach uprawy roślin górskich, w szczególności alpejskich, zwłaszcza kwiatów, które można spotkać w Gran Paradiso. Leży na wysokości około 1700 metrów nad poziomem morza. Obejmuje powierzchnię 1 ha. W parku w warunkach naturalnych bądź odtworzonych chronionych i uprawianych jest około 1000 roślin. Swoją nazwę zawdzięcza alpejskiej lilii Paradisea liliastrum.